# Rejosari (Gondangrejo)
Rejosari is een bestuurslaag in het regentschap Karanganyar van de provincie Midden-Java, Indonesië. Rejosari telt 2740 inwoners (volkstelling 2010).